# Jérémy Gélin
Pour les articles homonymes, voir Gélin.
Jérémy Gélin, né le 24 avril 1997 à Quimper (Finistère) est un footballeur français. Il évolue au poste de défenseur central à Panserraikos.

## Biographie

### Enfance et débuts
Né le 24 avril 1997 à Quimper, dans le Finistère, Jérémy Gélin grandit à Pluguffan, non loin de Quimper, où il commence à pratiquer le football avec le club local, l'US Pluguffan, dès ses quatre ans. Pour autant, il ne prend sa première licence qu'en octobre 2004, à l'âge de sept ans. Dès ses débuts, le jeune footballeur est surclassé dans les catégories d'âge supérieures. Il reste à Pluguffan jusqu'en 2007, date à laquelle il intègre les rangs de l'ES Kerfeunteun, un club de Quimper, en catégorie benjamins.
En 2010, Jérémy Gélin passe avec succès le concours d'entrée du pôle espoir de Ploufragan dans les Côtes-d'Armor, où il part réaliser sa préformation durant deux ans, tout en continuant de jouer le week-end avec Kerfeunteun, puis avec Quimper Kerfeunteun, son club ayant fusionné avec le Quimper CFC,. Sollicité par plusieurs clubs, il choisit en novembre 2011 d'intégrer le centre de formation du Stade rennais à l'issue de ses deux années à Ploufragan, en raison de la proximité géographique du club bretillien avec le Finistère,.

### Formation au Stade rennais et sélections avec les Bleuets
Jérémy Gélin rejoint le Stade rennais à l'été 2012, à l'âge de quinze ans. Attaquant à ses débuts, puis repositionné milieu défensif à Quimper, il recule au poste de défenseur central au début de sa formation à Rennes. Après avoir débuté en moins de 17 ans nationaux, il est surclassé en moins de 19 ans dès la fin de la saison 2012-2013, sa première en Ille-et-Vilaine, et se fixe à ce niveau la saison suivante. Non retenu avec les moins de 16 ans, il est sélectionné pour la première fois en équipe de France avec les moins de 17 ans, avec lesquels il cumule sept matchs joués en 2013-2014. En mars 2014, auteur de deux buts, il est élu meilleur joueur d'un tournoi de jeunes organisé à Monaco, que le Stade rennais remporte après avoir battu l'AS Monaco, l'Inter Milan et le Standard de Liège.
À l'été 2014, Jérémy Gélin signe un contrat de stagiaire professionnel, avec un an d'avance, et fait ses débuts, lors de la saison suivante, avec l'équipe réserve rennaise en CFA2. Ce passage dans la catégorie supérieure est synonyme de nouveau replacement, puisque le joueur retrouve alors son poste initial de milieu de terrain défensif,. Dans le même temps, ses apparitions en bleu se font plus rares, avec un unique match joué en moins de 18 ans, en mars 2015. Il participe également au parcours rennais en Coupe Gambardella 2015, qui se termine par une élimination en demi-finale contre l'Olympique lyonnais. En 2015-2016, devenu l'un des cadres de l'équipe réserve du Stade rennais, il participe à la montée de celle-ci en CFA.

### Professionnel au Stade rennais FC (2016-2022)
Au cours de la saison 2015-2016, Jérémy Gélin fait ses premières apparitions avec l'équipe professionnelle du Stade rennais. Appelé par Philippe Montanier pour le début de la préparation à la saison, il est retenu pour une première rencontre de Ligue 1, jouée le 4 octobre 2015 contre l'AS Monaco au stade Louis-II, mais reste sur le banc de touche durant le match,. Pour autant, s'il ne fait pas ses débuts professionnels durant la saison, il signe néanmoins son premier contrat professionnel, d'une durée de trois ans, le 13 mai 2016, en faveur de son club formateur. Lors de la saison 2017-2018, il va disputer 28 matchs avec l'équipe première et lors de la saison 2018-2019, 18 matchs dont 4 en Ligue Europa où le club effectue un bon parcours mais il ne joue pas la finale de la Coupe de France remportée par le Stade rennais FC.
Après une saison blanche du a une rupture du ligament croisé antérieur du genou gauche, Gélin retrouve les terrains avec l'équipe réserve le 14 mai 2022 dont il marque le 2e but de la rencontre face à Dinan Léhon FC. Gélin quitte son club formateur le 23 mai 2022 après une saison 2021-2022 ponctuée de blessures.

#### Prêt en Belgique (2020-2021)
Après une saison 2019-2020 discrète (18 match au total contre 33 la saison précédente) il est prêté en Belgique au Royal Antwerp FC sans option d'achat.
À la suite de son prêt convaincant, il est sélectionné par Sylvain Ripoll pour participer aux Jeux olympiques d'été de 2020 à Tokyo mais à cause d'une rupture du ligament croisé antérieur, il doit déclarer forfait pour les JO.

### Départ à Amiens (depuis 2022)
Non retenu par son club formateur, le Stade rennais et libre de tout contrat, Jérémy Gélin s'engage avec Amiens en juillet 2022. Il signe un contrat de deux ans. Malgré quelques pépins physiques, il s'impose très vite comme une pièce maitresse dans le 11 de Philippe Hinschberger, et s'affiche comme un tôlier de l'équipe aux côtés de Régis Gurtner, Formose Mendy et Antoine Leautey.

### En sélection nationale
Durant l'été 2016, Jérémy Gélin est retenu en équipe de France des moins de 19 ans pour disputer l'Euro 2016 de la catégorie. Jouant la compétition avec le statut de remplaçant, il ne dispute que deux rencontres durant le tournoi, en rentrant en jeu contre les Pays-Bas en remplacement de son coéquipier en club Denis-Will Poha,, puis en finale contre l'Italie en remplacement de Ludovic Blas. Vainqueurs de ce match, Jérémy Gélin et son équipe sont sacrés champions d'Europe de la catégorie.
Le 2 juillet 2021, il est retenu dans la liste des vingt-un joueurs Français sélectionnés par Sylvain Ripoll pour disputer les Jeux olympiques d'été de 2020 qui se déroulent à l'été 2021 au Japon. Lors d'un entraînement peu avant la compétition, Jérémy Gélin est victime d'une rupture du ligament croisé antérieur du genou gauche, ce qui lui contraint de déclarer forfait ; il est remplacé par Niels Nkounkou,.

## Statistiques
| Saison                | Club                    | Championnat           | Championnat | Championnat | Coupe(s) nationale(s) | Coupe(s) nationale(s) | Supercoupe | Supercoupe | Compétition(s) continentale(s) | Compétition(s) continentale(s) | Compétition(s) continentale(s) | Total | Total |
| Saison                | Club                    | Division              | M.          | B.          | M.                    | B.                    | M.         | B.         | Comp.                          | M.                             | B.                             | M.    | B.    |
| 2017-2018             | Stade rennais FC        | Ligue 1               | 28          | 0           | 5                     | 0                     | -          | -          | -                              | -                              | -                              | 33    | 0     |
| 2018-2019             | Stade rennais FC        | Ligue 1               | 22          | 0           | 4                     | 0                     | -          | -          | C3                             | 7                              | 0                              | 33    | 0     |
| 2019-2020             | Stade rennais FC        | Ligue 1               | 14          | 0           | 3                     | 1                     | 1          | 0          | C3                             | 0                              | 0                              | 18    | 1     |
| 2021-2022             | Stade rennais FC        | Ligue 1               | 0           | 0           | 0                     | 0                     | -          | -          | C4                             | 0                              | 0                              | 0     | 0     |
| Sous-total            | Sous-total              | Sous-total            | 64          | 0           | 12                    | 1                     | 1          | 0          | -                              | 7                              | 0                              | 84    | 1     |
| 2020-2021             | Royal Antwerp FC (prêt) | Jupiler Pro League    | 12          | 0           | 2                     | 0                     | -          | -          | C3                             | 6                              | 0                              | 20    | 0     |
| 2022-2023             | Amiens SC               | Ligue 2               | 29          | 0           | 2                     | 0                     | -          | -          | -                              | -                              | -                              | 31    | 0     |
| 2023-2024             | Amiens SC               | Ligue 2               | 18          | 1           | 1                     | 0                     | -          | -          | -                              | -                              | -                              | 19    | 1     |
| Sous-total            | Sous-total              | Sous-total            | 47          | 1           | 3                     | 0                     | -          | -          | -                              | -                              | -                              | 50    | 1     |
| Total sur la carrière | Total sur la carrière   | Total sur la carrière | 123         | 1           | 17                    | 1                     | 1          | 0          | -                              | 13                             | 0                              | 154   | 2     |

## Palmarès

### En sélection
Équipe de France des moins de 19 ans
- Championnat d'Europe des moins de 19 ans
  - Vainqueur : 2016

### En club
Stade rennais FC
- Trophée des champions
  - Finaliste : 2019